# Lubudi (territorium)
Lubudi är ett territorium i Kongo-Kinshasa. Det ligger i provinsen Lualaba, i den södra delen av landet, 1 300 km sydost om huvudstaden Kinshasa.